# 笛卡儿闭范畴
在范畴论中，如果任何积的态射都可通过其某个因子的态射来自然确定，那么称该范畴具有笛卡儿闭性。此类范畴在数理逻辑和程序设计理论中尤为重要。

## 定义
称满足下列三个条件的范畴 C 具有笛卡儿闭性：
- C 有终对象；
- C 有积: C 包含任意对象 X 、Y 的积 X×Y ；
- C 有幂: C 包含任意对象 Y 、Z 的幂 ZY 。

## 举例
- 范畴Set(以集合为对象，函数为态射)具有笛卡儿闭性。定义 X×Y 为 X 和 Y 的笛卡儿积，ZY 为从 Y 到 Z 的函数集合。给定任何态射(这里为函数) f : X×Y → Z ，定义态射g : X → ZY 为 g(x)(y)=f(x,y)，则 f 由 g 自然确定。